# Polyptiek (schilderij)
Een polyptiek of veelluik (Grieks: polyptychon; poly = veel; ptychē = vouw) is een kunstwerk, meestal een schilderij op paneel, dat uit meer dan drie delen bestaat.
Polyptieken zijn vrij zeldzaam vanwege hun aanzienlijke grootte. Ze werden vooral in de late middeleeuwen gemaakt op bestelling van rijke schenkers, die dan meestal werden afgebeeld op de buitenkant van een van de zijpanelen. 

## Devotie
Dit genre is gegroeid uit het katholieke altaarstuk of retabel. Een polyptiek kon meestal niet worden verplaatst vanwege zijn afmetingen, dit in tegenstelling tot de kleinere diptieken en triptieken, die vaak als devotiealtaar in huiselijke kring gebruikt werden.
De parochianen van de Sint-Baafskathedraal in Gent mogen op feestdagen gratis naar het beroemde veelluik Het Lam Gods van Hubert en Jan van Eyck gaan kijken. Andere bezoekers betalen hiervoor entree.
Bij polyptieken die onderdeel zijn van een altaar, waren de zijluiken tijdens een groot deel van het kerkelijk jaar gesloten, waardoor alleen de afbeeldingen op de buitenkant van de zijpanelen zichtbaar waren. Zo zagen de zieken in het Hôtel-Dieu, een voormalig ziekenhuis voor de armen in Beaune, gewoonlijk alleen de schenkers met hun patroonheiligen op de polyptiek Het Laatste Oordeel van Rogier van der Weyden. Alleen op bepaalde feestdagen werd het veelluik geopend, zodat het centrale paneel en de binnenkant van de zijluiken zichtbaar werden.

## Bekende polyptieken
- Het Lam Gods van de Gebroeders Van Eyck (Sint-Baafskathedraal, Gent)
- Het Laatste Oordeel van Rogier van der Weyden (Hôtel-Dieu, Beaune)
- Misericordia Altaar van Piero della Francesca (Museo Civico, Sansepolcro)
- Isenheimer Altaar van Matthias Grünewald (Musée Unterlinden, Colmar)

## Zie ook

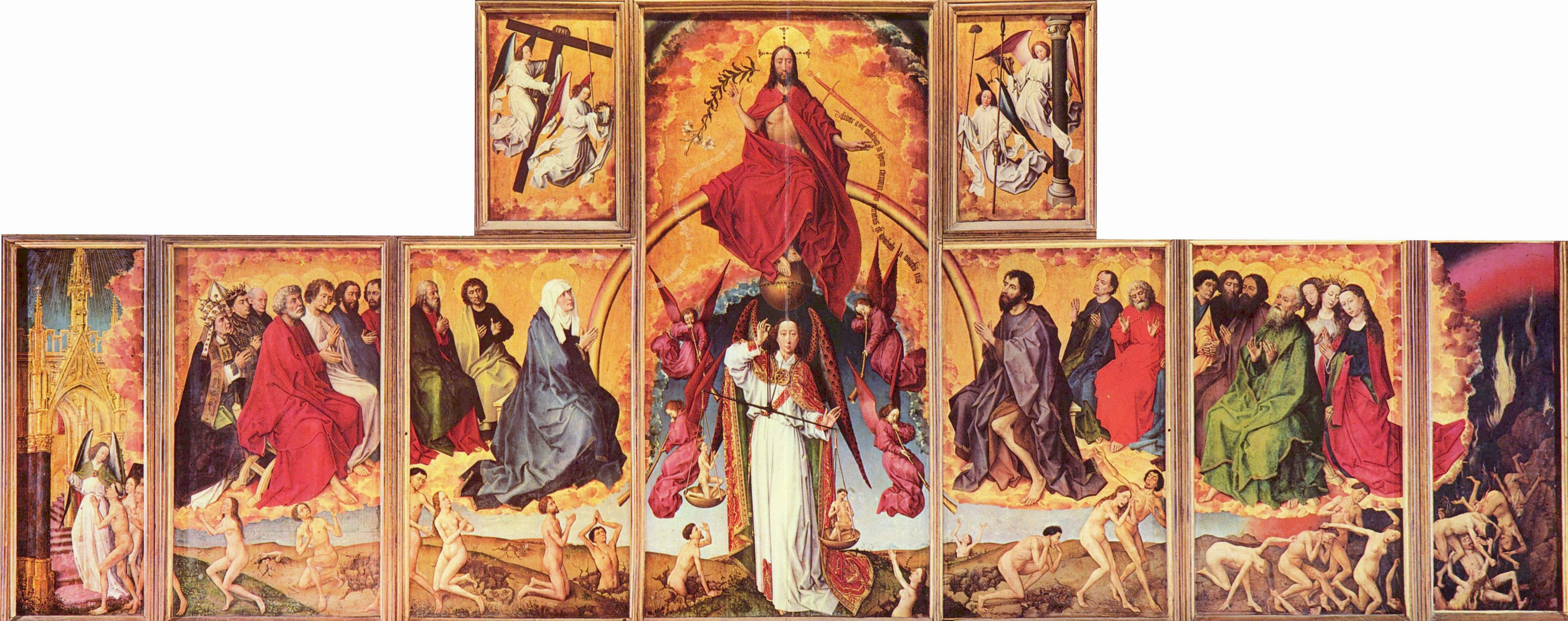
Het Laatste Oordeel door Rogier van der Weyden